# Barrigada
Barrigada (Chamorro : Barigåda) est l'une des dix-neuf villes du territoire non incorporé des États-Unis de Guam.